# Levélfelületi index
A növénytömeg jellemzésére a növénytermesztési gyakorlatban a legalkalmasabb mutató a levélfelületi index (LAI = leaf area index)

## A levélfelületi-index fogalma
A növényállomány egy összetett optikai rendszernek tekinthető, melynek alapvető része a levél. A levélzetben található színtestecskék (kloroplasztiszok) elnyelik a sugárzást, s ennek révén energiát nyújtanak a fotoszintézishez. Elsősorban a levélfelület emiatt értelmezhető sugárzásfelfogó felületként. 
A növényállományt tulajdonképpen a levélfelület nagyságával jellemezhetjük, értékét pedig a talajfelszín méretéhez viszonyítva adhatjuk meg, és levélfelületi-indexnek (LAI = leaf area index) nevezhetjük el:
Ahol:
- T=levélfelület nagysága (m²)
- t=a növényállomány alatti tenyészterület nagysága (m²).

A levélfelületi-index fajonként a fejlettségi állapottól, a termesztés módtól, az állománysűrűségtől, a tápanyag-ellátottságtól, a vízellátottságtól stb. függ.

## A levélfelületi-index meghatározására használatos módszerek
1. 1. Lenyomatos módszer: A legősibb eljárás a levélfelület mérésére. Nagyon pontos eredményt érhetünk el vele, viszont maga a módszer meglehetősen lassú. Az eljárás során meg kell rajzolni mm-papírra a leszakított levelek kontúrvonalát és ezen a lenyomaton, kell elvégezni a felület meghatározását. Hibalehetőség: kb. 1,5%
  2. Számításos módszer:  A mérendő levél alakját be kell azonosítani egy matematikailag könnyen közelíthető geometriai alakzattal, amelynek területét ki tudjuk számítani lineáris paraméterekkel (pl.: szélesség, hosszúság). E módszert csak egyszerű geometriai alakzatoknál célszerű alkalmazni. Hibája széles perifériák között változik fajonként és alakzatonként.
  3. Összehasonlítás módszere: A mérés előtt olyan etalonokat kell használatba venni, melyeknek mérete megfelel az adott növényfaj leggyakoribb levélnagyságának. Az eljárás során össze kell hasonlítani az etalonnal a meghatározandó felületeket és mindig a minimális eltérésű etalonfelületet szabad figyelembe venni. Az etalonok készülhetnek keménypapírból, vagy a faj néhány jellemző nagyságú levelei is lehetnek. Hibalehetőség: 1,5-8%
  4. A LAI-t közvetlenül is meg lehet határozni bizonyos speciális mérési eljárásokkal. Erre példa Anderson (1981) módszere, mely halszem optikás fényképezőgépet alkalmazott, s az elkészült felvételen kiszámolta az égbolttakarás arányából az erdő LAI-t.
  5. A levélfelület nagyságát közvetett úton is meg lehet határozni, ha rendelkezünk sugárzásmérő műszerrel, és ismeretünk van a direkt- és diffúzsugárzás behatolási törvényeiben (Hunkár, 1984).
  6. Automatikus levélfelület-mérő alkalmazása: Egy elektronikusan működő mérőeszközt jelent, amivel pontosan és gyorsan lehet elvégezni a méréseket és használatbavételekor nem szükséges leszakítani a leveleket.
  7. Tömegméréses eljárás: A levél felülete a következő egyenlettel írható le:

Ahol:
- m = a levél tömege
- b = empirikus együttható.

Az eljárás csak a lehullott leveleknél alkalmazható és az empirikus együttható hibája nagymértékben gyakorol hatást a pontosságára (Járó, 1959).

## A Levélfelületi-index nagyságára vonatkozó vizsgálatok
A lombkorona szint intercepciót nagyban befolyásolja a levélfelületi index (LAI), mely a növényzet teljes levélfelületének a lefedett területhez viszonyított aránya m2/m2-bwn-ben kifejezve. Általánosságban a magas, idős és örökzöld tűlevelű fajoknak van a legnagyobb, melyet a keményfás lombhullató-, majd a cserje, félcserje és fűfajok követnek. Az erdei fajok LAI értéke általában 5 – 15 közötti, de 40 – 50 közötti értékeket is megfigyeltek idős lucfenyves – erdeifenyves állományokban a Sziklás-hegységbe. 

## LAI vizsgálatok
A Soproni-hegység nyugati részén található Hidegvíz-völgyben is folynak levélfelületi-index meghatározására vonatkozó vizsgálatok, mégpedig a Vadkan-árok, a kutatóház melletti égeres és égeres intercepciós kertben!